# Aleksejewskaja
Aleksejewskaja (ros. Алексеевская) – stacja moskiewskiego metra (kod 091) linii Kałużsko-Ryskiej. Obecna nazwa pochodzi od rejonu Aleksiejewskij w północno-wschodnim okręgu administracyjnym Moskwy. Wyjścia prowadzą na Prospekt Mira i ulicę Nowoaleksiejewską.

## Nazwa
Na planach rozwoju metra z lat 1954 i 1957 figurowała nazwa Aleksejewskaja (Алексеевская). Na planie z 1958 roku nazwa zmieniła się na Szczerbakowskaja (Щербаковская). Jednakże ostatecznie nadano jej nazwę Mir (Мир - Pokój) od ulicy Prospekt Mira (Aleja Pokoju), pod którą leżał cały odcinek Prospekt Mira - WDNCh. 20 czerwca 1966 zmieniono nazwę na Szczerbakowskaja, na cześć pisarza Aleksandra Szczerbakowa (A. C. Щербаков). Przyczyną zmiany była chęć uniknięcia pomyłek, bo jednocześnie zmieniono nazwę stacji Botaniczeskij sad (Ботанический Сад) na Prospekt Mira (Проспект Мира). Na planie z roku 1990 stacja figuruje jako Nowo-Aleksejewskaja (Ново-Алексеевская) jednakże nigdy takiej nazwy nie nosiła. 5 listopada 1990 zmieniono po raz kolejny nazwę, na Aleksejewskaja, nawiązując do rejonu Moskwy, gdzie jest położona.

## Wystrój stacji
Stacja jest jednopoziomowa, posiada jeden peron. Słupy obłożone są białym marmurem i ozdobione poziomymi panelami z zielonego marmuru, ściany pokrywają białe i czarne kafelki, podłogi wyłożono czerwonym i szarym granitem. Początkowo stacja miała być bogato zdobiona jak wcześniejsze stacje, jednakże ze względu na sprzeciw Chruszczowa zrezygnowano ze zbędnych elementów dekoracyjnych.